# Bloodywood
Bloodywood — індійський метал-гурт з Нью-Делі, заснований 2016 року. На початку свого існування був пародійним гуртом, який виконував метал-кавери популярних пісень та викладав ці роботи на YouTube, проте згодом учасники гурту вирішили записувати власний оригінальний матеріал.

## Історія
До створення гурту Каран Катіяр регулярно завантажував пародійні метал-кавери популярних боллівудських пісень на YouTube, але у нього виникли проблеми з пошуком відповідного вокаліста. Катіяр познайомився з Джаянтом Бхатулою, який працював музичним менеджером у розважальній компанії, на місцевому концерті, і був вражений його вокальним діапазоном та багатогранністю.
У 2016 році Катіяр покинув роботу корпоративного юриста та разом з Бхадулою утворив дует з наміром «знищити поп-пісні».
У 2017 році Bloodywood перезаписав композицію Linkin Park Heavy у стилі раннього ню-метлу вище вказаного гурту, привернувши цим увагу багатьох музичних вебсайтів, зокрема й Loudwire та Metal Hammer, останній з яких зазначив «так має звучати Heavy [гурту] Linkin Park». У 2017 році гурт зробив більше каверів та випустив альбом у вигляді збірки Anti-Pop Vol. 1 на сторінці гурту в Bandcamp. Після цього вийшов метал-кавер популярної пенджабської пісні Tunak Tunak Tun Далера Мехнді, в якій виступали запрошені вокалісти з Bonde do Metaleiro.
1 травня 2018 року Bloodywood випустив трек під назвою «Ari Ari», створену за мотивами народної пенджабської пісні «Baari Barsi». До запису треку залучили репера Рауля Керра, якого Катіяр запросив взяти участь після роботи над ліричним відео для цієї ж композиції. Згодом Керр почав з'являтися й в інших композиціях гурту, допоки не став повноправним членом гурту. Відгуки шанувальників про пісню були набагато кращими, ніж на попередні кавери, що спонукало колектив писати оригінальний матеріал та звертатися за натхненням до індійської народної музики. Так, Bloodywood співпрацював зі сайтом онлайн-консультацій HopeTherapy і випустив трек «Jee Veerey», присвячену боротьбі з депресією та психічними захворюваннями. 15 січня 2019 року гурт випустив композицію «Endurant», яка піднімала тему цькування.
21 березня 2019 року з'явилася інформація, що Bloodywood виступлять на Wacken Open Air. Два дні по тому гурт випустив композицію «Machi Bhasad (Expect a Riot)», яка спочатку призначалася для майбутньої гри Beyond Good & Evil 2 від Ubisoft, а також оголосилв, що Керр стає постійним членом гурту, при цьому Bloodywood розпочинає власний тур «Радж проти машин» (англ. Raj Against the Machine Tour).

## Склад гурту
- Каран Катіяр – гітарист, флейтист, автор пісень, композитор
- Джаянт Бхатула – вокаліст, гроулінг
- Раул Керр – реп-вокал

Члени гурту на період гастролів
- Сартхак Пахва – дхолист
- Рошан Рой – басист
- Вішеш Сінгх – барабанщик

## Відеокліпи
- Ari ari [Архівовано 23 березня 2020 у Wayback Machine.] (2018)
- Jee Veerey [Архівовано 11 лютого 2020 у Wayback Machine.] (2018)
- Endurant [Архівовано 6 листопада 2020 у Wayback Machine.] (2019)
- Machi Bhasad (Expect a Riot) [Архівовано 14 лютого 2020 у Wayback Machine.] (2019)